# さだまさし 1時の鬼の魔酔い
『さだまさし （レコードデビュー50周年記念番組）「1時の鬼の魔酔い」』（さだまさし レコードデビュー50しゅうねんきねんばんぐみ・いちじのきのまよい）は、東海ラジオで2022年10月25日（24日深夜）から2025年3月24日まで放送されていたラジオ番組である。

## 概要
放送開始日である10月25日は、さだが1973年にグレープのメンバーとして「雪の朝」でレコードデビューした記念日である。東海ラジオは翌年に発表した「精霊流し」を深夜番組『ミッドナイト東海』で頻繁に放送し全国的なヒットに繋がった縁で、さだのコンサートの名古屋公演の主催や、2009年の東海ラジオ開局50周年トータルアドバイザーをさだが務めるなど、デビュー当初から関係が深い。
さだがレコードデビュー50周年を記念して「ある日突然"東海ラジオ"で番組をやりたいという謎の強い衝動に駆られ、強引にお願いをしました」と深夜番組を自ら企画し、東海ラジオ社長の田中康之に直談判した事で放送が実現した。
基本的には東海ラジオのスタジオから生放送するが、「さだまさしの秘密基地」と称する特設スタジオや、文化放送のスタジオから疑似生放送形式で放送されることもあったほか、スタジオ以外での収録放送となった回もあった。
この番組開始に伴い、それまで文化放送からフルネットしていた『CultureZ』を、火曜のみ2:00（月曜 26:00）飛び乗りに変更した。
下記の通り、東海ラジオでは2023年3月より月曜夕方に枠移動したほか、その他ネット局も放送時間帯に昼から夜間とバラつきはあるが、さだはあくまでも深夜放送のスタンスを取って進行していた。そのため冒頭のあいさつにおいても「一時の気の迷い（1時の鬼の魔酔い）で深夜放送を始めた…」と述べていた。特に、「さだ企画スタッフなど関係者をスタジオに入れての進行」「メッセージを読み上げる際に「いらっしゃーい」と言って鈴を鳴らす」といった点は、『さだまさしのセイ!ヤング』（文化放送）などと共通していた。一方、『今夜も生でさだまさし』（NHK総合）では原則はがきに限定しているメッセージ募集については、本番組でははがきに加えて当初からFAX・メール・東海ラジオホームページからの投稿を受け付けていた。
初回の放送やその後ゲストで出演していたグレープの相棒・吉田政美が勤めていたバップを定年退職し、その後（株）まさしの代表取締役社長に就任したり、さだまさしのプロデューサーや復活したグレープの活動を始めたこともありレギュラー出演するようになった。

### 放送枠変更・東京などへネット開始
2023年3月27日より、タイトルは変更せずに放送枠を月曜 18:00 - 19:00に変更。文化放送、北海道放送、山形放送、西日本放送、長崎放送へのネットを開始した。東海ラジオでの月曜夕方への番組移動については、さだが深夜放送の企画を持ち掛けた東海ラジオ社長の田中康之からの依頼による。これを機にネット局では30分編集版での放送もなされるようになった。
その後も新規ネット開始局が毎月のごとく発生し、これまでネット局がなかった関西地区は5月から、FM局として初めてFM COCOLO（MegaNet）で、6月からはジャパンエフエムネットワーク（JFN）加盟局では初めて、エフエム大分での放送を開始。AM局が制作した番組が、FM局にもネットを広げるようになった。
7月には相次いで、中国放送、RKB毎日放送、熊本放送、宮崎放送、ラジオ沖縄の西日本の5局にまでネットを拡大し、13局ネットに拡大となった。同10月からはIBC岩手放送、南日本放送へのネットを開始することになり、広域放送圏である首都圏・中京圏・近畿圏以外では初めて、沖縄県を含む九州7局が完全制覇となったがRKK熊本放送は2024年12月29日でネット終了。
さだはネット局を読み上げるときは常に「夢の○○局ネットでお送りします」と紹介していた。2025年3月17日と24日の放送ではネット局の読み上げをレギュラー出演となっていたグレープの相棒・吉田政美が行っていた。
2024年4月1日放送分からはレコードデビュー50周年を乗り越え、今もなお継続して放送していることから、「レコードデビュー50周年記念番組」の文言を外し、『さだまさし 1時の鬼の魔酔い』と改題して放送するとともに、北信越地方で初のネット局となる北陸放送と、南海放送が加わり、17局ネットとなった。その後熊本放送は2024年12月29日でネット終了したため16局ネットとなる。
2025年3月17日の放送で次週で番組が最終回となることがさだまさしにより告知され、2025年3月24日の放送をもって2年半に渡る放送が終了となった。しかし、同時にその翌週の2025年3月31日から同じ時間帯で「グレープのもう魔酔わない」が新番組として放送開始となることが告知され、番組のスタンスはそのまま引き継がれて放送されることが伝えられた。これによりパーソナリティはさだまさし・吉田政美となる。「グレープ」としてレギュラー番組を持つのはグレープ解散により文化放送「セイヤング」を降板して以来49年ぶりである。

## 出演者
- メインパーソナリティー：さだまさし
- 準メインパーソナリティー（当初はゲスト途中より準メインとなる）：吉田政美 - グレープ相棒、株式会社まさし代表取締役社長
- 内田英一 - 構成作家[9][10]
- 松本秀男（松本カメ男） - さだまさし50周年記念祭総代、日本ほめる達人協会顧問、株式会社まさし代表取締役専務[11]
- 山本俊純（山本けしずみ） - プロデューサー兼ディレクター[9]（東海ラジオ[12]）

## ネット局
放送対象地域の表記は公式サイトに準じる。
| 放送対象地域  | 放送局                            | 系列    | 放送時間           | 時差     | 開始日                                 | 過去の放送時間 | 備考                                                                               |
| ------------- | --------------------------------- | ------- | ------------------ | -------- | -------------------------------------- | --- | ---------------------------------------------------------------------------------- |
| 中京広域圏    | 東海ラジオ（SF）                  | NRN     | 月曜 18:00 - 19:00 | （基準） | 2022年10月25日（24日深夜）             | 2022年10月25日（24日深夜） - 2023年3月21日（20日深夜） 火曜 1:00 - 2:00 （月曜深夜）                                                                   | 制作局 2023年3月21日まではSFローカル放送 2023年3月27日より現在の放送時間           |
| 関東広域圏    | 文化放送（QR）                    | NRN     | 土曜 17:00 - 18:00 | 5日遅れ  | 2023年4月2日                           | 2023年4月2日 - 9月30日 日曜 11:00 - 12:00（6日遅れ）                                                                                                   | 東京都内で収録・生放送を行う時の制作協力局 2023年10月7日より現在の放送時間         |
| [ 注 5 ]      | FM COCOLO                         | MegaNet | 木曜 18:00 - 19:00 | 3日遅れ  | 2023年5月4日                           | 2025年3月27日（SF基準3月24日放送分）まで木曜21:00-22:00放送                                                                                            | 2025年4月3日（同3月31日放送分）より現在の放送時間                                  |
| 北海道        | 北海道放送（HBC）                 | JRN/NRN | 土曜 16:30 - 17:00 | 5日遅れ  | 2023年4月2日                           | 2023年4月2日 - 10月1日 日曜 17:30 - 18:00（6日遅れ） 2023年10月8日（7日深夜） - 2024年9月30日（29日深夜） 月曜 1:00 - 1:30（日曜深夜）（7日遅れ）      | 30分編集版 2024年10月5日より現在の放送時間                                         |
| 岩手県        | IBC岩手放送                       | JRN/NRN | 日曜 20:00 - 21:00 | 6日遅れ  | 2023年10月8日                          | |                                                                                    |
| 山形県        | 山形放送（YBC）                   | JRN/NRN | 日曜 13:00 - 14:00 | 6日遅れ  | 2023年4月2日                           | | [ 注 7 ]                                                                           |
| 石川県        | 北陸放送（MRO）                   | JRN/NRN | 月曜 21:00 - 22:00 | 7日遅れ  | 2024年4月1日                           | |                                                                                    |
| 広島県        | 中国放送（RCC）                   | JRN/NRN | 火曜 22:30 - 23:00 | 8日遅れ  | 2023年7月6日                           | 2023年7月6日 - 9月28日 木曜 22:00 - 22:30（3日遅れ） 2023年10月8日 - 2024年9月29日 日曜 13:00 - 13:30（6日遅れ）                                       | 30分編集版 2024年10月8日より現在の放送時間                                         |
| 香川県        | 西日本放送（RNC）                 | JRN/NRN | 土曜 21:00 - 22:00 | 5日遅れ  | 2023年4月1日                           | |                                                                                    |
| 愛媛県        | エフナン南海放送（RNB）           | JRN/NRN | 月曜 21:00 - 22:00 | 7日遅れ  | 2024年4月1日                           | | 2025年3月24日（SF基準3月17日放送分）をもってネット終了したため、最終回はネットせず |
| 福岡県        | RKB毎日放送（RKB）                | JRN     | 月曜 20:30 - 21:30 | 7日遅れ  | 2023年7月2日（1日深夜）                | 2023年7月2日（1日深夜） - 10月1日（9月30日深夜） 日曜 3:00 - 4:00 （土曜深夜 6日遅れ） 2023年10月7日 - 2024年3月23日 土曜 16:00 - 17:00                | 2024年4月1日より現在の放送時間                                                     |
| 長崎県 佐賀県 | 長崎放送（NBC） （NBCラジオ佐賀） | JRN/NRN | 水曜 21:00 - 22:00 | 2日遅れ  | 2023年4月5日                           | | 長崎は、さだまさしの出身地                                                         |
| 大分県        | エフエム大分（air-radio FM88）    | JFN     | 日曜 22:00 - 23:00 | 6日遅れ  | 2023年6月4日                           | |                                                                                    |
| 熊本県        | 熊本放送（RKK）                   | JRN/NRN | 日曜 13:00 - 14:00 | 6日遅れ  | 2023年7月3日（2日深夜）-2024年12月29日 | 2023年7月3日（2日深夜） - 同年10月2日（10月1日深夜） 月曜 0:30 - 1:30 （日曜深夜 7日遅れ） 2023年10月5日 - 2024年3月28日 木曜 21:00 - 22:00（3日遅れ） | 2024年4月7日より現在の放送時間。同12月29日（SF基準12月23日放送分）でネット終了     |
| 宮崎県        | 宮崎放送（MRT）                   | JRN/NRN | 日曜 22:00 - 23:00 | 6日遅れ  | 2023年7月2日                           | |                                                                                    |
| 鹿児島県      | 南日本放送（MBC）                 | JRN/NRN | 金曜 20:00 - 21:00 | 4日遅れ  | 2023年10月3日                          | 2023年10月3日 - 2024年3月27日 火曜 20:00 - 21:00（8日遅れ） 2024年4月3日 - 2024年9月25日 水曜 19:00 - 20:00（9日遅れ）                                 | 2024年10月4日より現在の放送時間2025年3月28日（SF基準3月24日放送分）でネット終了    |
| 沖縄県        | ラジオ沖縄（ROK）                 | NRN     | 木曜 23:00 - 24:00 | 3日遅れ  | 2023年7月6日                           | | 2025年3月27日（SF基準3月24日放送分）ネット終了                                     |

東海ラジオと北海道放送、中国放送は、プロ野球中継のため放送日時が変更になる場合がある。文化放送でも日本シリーズ第1戦・第6戦の実況中継が確定するため、2023年10月28日・11月4日および2024年10月26日は放送休止（放送回欠番扱い）となった。。また、西日本放送では、プロ野球日本シリーズの中継を行う場合、当該週放送分の放送日時の変更を行わないため休止となる（2023年まで）。

## 主な企画
- ゲストコーナー（2023年4月以後はSF放送日基準）
  - 準レギュラー：吉田政美（元グレープ）、寺島尚正（元：文化放送アナウンサー - 文化放送制作の収録時に出演している）
  - 2022年10月25日（24日深夜）、2023年6月19・26日、2024年12月2・9日：蟹江篤子（元：東海ラジオアナウンサー）
  - 2024年1月1・8・15日：立川談春（落語家）
  - 2024年1月22・29日：野村雅夫（FM COCOLOディスクジョッキー）
  - 2024年2月5日・12日：箭内道彦

1月分5回は2023年末に録音したものだったため、同年初の生放送となった。その際、令和6年能登半島地震の被災地へのお見舞いの弁と、風に立つライオン基金の募金告知を行った
  - 2024年2月12日：田村亮
  - 2024年4月22[注 17]，29日と5月11日[注 18]の前中後編の3回で、同4月19日に名古屋国際会議場で行われた「頑張れ能登緊急支援チャリティーコンサート」（東海ラジオ主催、さだら有志企画）が放送された。森山良子、南こうせつ、泉谷しげる、スターダスト☆レビュー、河井勇人、サンドウィッチマンが出演、寺岡呼人も参加予定だったが、感冒により欠席した。
- ロケーションなど
  - 2023年8月28日、9月4日放送の前後編は、名古屋市内をさだのアルバムにちなんだワゴン車「なつかしい未来号」でさだらが巡回する様子を収録して放送された。
  - 2024年度は初の番組主催による公開放送イベント[16]として「東海ラジオ放送開局65周年記念・公開ラジオ さだまさし 1時の鬼の魔酔い」を5月11日に中日ビル6F「中日ホール（旧中日劇場）」[17]において開催されることが発表された。これは収録2日後の5月13日と20、27日の前中後編にわたり放送され[18]、そのうちの前編は招待されたリスナーの代表のリクエストに基づいたステージでのライブ・コンサートが一部はCD音源を交えて紹介された[19]。
  - 2024年7月20[注 19]・22・29日は、日本橋三越でのさだのデビュー50周年記念『〜出会い、笑顔、旅のまにまに〜さだまさし展』の初日である7月10日に1階中央ホール特設会場で行った公開収録が放送された。このうち、中編では澤和樹（ヴァイオリニスト）と、NHK総合『今夜も生でさだまさし』のタイトルバックの絵画を作成する小針画伯も飛び入りゲストとして参加した。後編は公開収録参加者から寄せられたリクエスト曲の演奏に一部CDを交えて放送する。本展覧会は東海ラジオも協力団体として携わった。
  - 2024年8月19・26日は、風に立つライオン基金主催による「高校生ボランティアアワード全国大会」が特集された[20]。
  - 2024年11月11・18日は、番組開始100回と3年目突入記念として、番組をネットしている17の放送局の中から、熱狂的さだファンのパーソナリティー、スタッフらからのコメントを紹介する「全国各地のネット局関係者のさだファンを探せ」が放送され、佐田玲子が前編は長崎放送、後編はFM大分のスタジオから、寺島尚正が文化放送のスタジオからそれぞれ出演した。
  - 2025年1月6・13日は、2024年12月31日から2025年1月1日にかけて行われたさだまさしカウントダウンコンサート in 国技館の会場・両国国技館に来場したファンから寄せられたリクエスト曲の演奏に一部CDを交えて放送。これ以後もさだ、ないしはグレープのコンサート会場に訪れた聴衆からのリクエストを募り、それを基とした選曲を放送することが増えている
- わたしの1時の鬼の魔酔い - リスナーから寄せられた「気の迷い」を感じたエピソードを投稿してもらう。
- 東海どう? 五十三次 - 東海ラジオのサービスエリアである東海3県とその周辺地域のトリビア・トピックを投稿してもらう。また、リスナーから全国各地にある硬い食べ物を送られてくることがあり、これを「全国硬い物選手権」としてここで紹介していたが、2024年度は、酒の肴といわれる全国各地のおつまみを紹介してもらう「全国酒のアテ選手権」として放送されている。
- お笑いSDGs（エスディージーズ） - 持続可能な未来のために笑えるショートギャグを考えてもらう。
- 吉田政美も知らないさだまさし - 2024年10月から開始されたコーナーで、グレープ結成から半世紀以上の付き合いである吉田が知られていないさだの素顔・側面をインタビューする。
- リクエスト・お便り紹介。その週にお便りを送られた中から抽選で1人に、東海ラジオでの協賛スポンサーの一つ・矢場とん会長から寄贈されたグッズ[注 20]が贈呈される他、番組最後に紹介されるものは、さだの楽曲「おむすびクリスマス」のインストゥルメンタルバージョンをバックに「今週のラストレター」として紹介されている
- 東海ラジオからの生放送・収録となる場合、その前の時間である17:15-18:00に放送されている「Live Dragons!」のMC、平松伴康が本番中に短時間、飛び入り参加することがある[注 21]。Live Dragons!が中日ドラゴンズの応援番組である為、ヤクルトファンのさだと野球関係の話になることがほとんどである。